# Faro di Capo Vaticano
Il faro di Capo Vaticano è un faro sull'estremità del promontorio di Capo Vaticano, in comune di Ricadi, costruito circa nel 1870.
Sorge a circa 100 m sul livello del mare ed è noto per il suo belvedere che offre una vista panoramica sul golfo di Gioia Tauro, sullo stretto di Messina e sulle isole Eolie.